# Габровци
 Тази статия е за жителите на Габрово.  За селото в България, вижте Габровци (област Велико Търново).  За селото във Воденско, Гърция, вижте Габровци (дем Мъглен).
Габровци са жителите на град Габрово, България. Това е списък на най-известните от тях.

## Родени в Габрово

### А
- Аврам Гачев (1871 – 1941), общественик, политик
- Александър Керков (1901 – 1987), музикант, композитор
- Анани Явашев (1932), актьор
- Антон Генов (р. 1966), футболен съдия

### Б
- Д-р Ботю Шанов (1885 – ), детски лекар, просветен и театрален деец, писател

### В
- Васил Априлов (1789 – 1847), просветен деец и книжовни
- Васил Рашеев (1821 – 1907), общественик
- Велчо Мустаков търговец, общественик и благодетел

### Г
- Ганчо Танев (1927 – 2010), журналист
- Георги Берберов (1939 – неизв.), архитект
- д-р Георги Паяков (1871 – 1935), първият български психиатър, невролог

### Д
- Дамаскин Габровски (?-1771), Св. свещеномъченик за православната вяра
- Димитър Тодоров Димитрото (1855 – ?), революционер
- Димитър Иванов Калпазанов (? – 1912), син на фабриканта Иван Калпазанов, убит при Люле – Бургаз през Балканската война

### Е
- Еким Андрейчин (1876 – 1947), учител, просветител, преводач, пръв уредник на Габровския исторически музей
- Еким Цанков (? – 1876), революционер, обесен в Търново от турците за Българската свобода
- Емануил Манолов, композитор

### И
- Ива Хаджиева (1935 – 2024), скулптор
- Иван Андрейчин (1872 – 1934), литературен и театрален критик, поет, белетрист, драматург и преводач, пръв председател на Съюза на българските писатели
- Иван Вуцов, футболист, футболен треньор и футболен деятел
- Иван Гъбенски (? – 1876), /поп Иванчо поп Петков/ свещеник, заклел габровските въстаници, обесен от турците в Търново като борец за народна свобода
- Иван Гюзелев (1844 – 1916), учител, учен, общественик, политик
- Иван Донков (1943 – 2008), художник, „На човек или му е дадено, или не му е дадено!“
- Иван Златин (1843 – 1927), общественик, търговец, индустриалец
- Иван Илимонков (1883 – 1932), вестникопродавец и издател на вестник „Таласъм“
- Иван Колчев Калпазанов (1835 – 1889), „ТРУДИ СЕ, ПОСТОЯНСТВАЙ, НЕ БОЙ СЕ“ – производител на гайтани, основател на първата модерно-оборудвана фабрика за производство на шаяци, прежди, платове и гайтани в Новоосвободеното Княжество България (1882); устабашия на гайтанджийския еснаф и дарител;
- Иван Луков (1871 – 1926), генерал, началник-щаб на армията.
- Иван Метев, първият текстилен инженер Архив на оригинала от 2011-01-30 в Wayback Machine.
- х. Иванчо Мустаков, търговец, общественик и благодетел
- Иван Грудов (1827 – 1895), търговец, революционер, сподвижник на Раковски
- Иван поп Иванов (1932 – 2014), учител по математика, основател на църковен хор, общественик
- Иван п.Христов (1843 – 1868), революционер
- ф-л Иван Сомлев (1924 – 1944), летец-изтребител, „Моята саможертва е нищо пред дълга пред Родината“
- Иван Шкойнов (1874 – 1941), български военен деец, генерал-майор
- Иво Димитров (1964), журналист
- Илия Ковачев (1946 – 2005), майстор-ковач
- Илия Кожухаров (1893 – 1994), кмет на Габрово, министър на правосъдието, министър на търговията, промишлеността и труда
- Илия Христович (началото на 30-те години на XIX в.-1882), учител

### Й
- Йеротей Сирманов (1861 – ?), генерал
- Йонко Балкански(1840 – 1868), търговец и революционер
- Йосиф Соколски (1786 – 1879), архиепископ, основател на Соколски манастир

### К
- Костадин Генчев (р. 1969), известен кавалджия, работил с Оркестъра за народна музика на БНР и много други групи и състави
- Кольо Карагьозов (1896 – 1972), директор и акционер на фабрика „Ив. К. Калпазанов“, дарител и общественик
- Колчо Калпазанов (1810 – 1852), търговец, баща на Иван Калпазанов
- Костадин Табаков (1866 – ?), революционер от ВМОРО
- Коста Евтимов (1834 – 1868), революционер

### Л
- Лазар Български (1774 – 1802), Св. мъченик
- Лазар Ванков (1867 – 1923), геолог
- Лазар Донков (1908 – 1976), етнограф, художник, създател на АЕК „Етър“
- Лазар Паяков (1860 – 1910), икономист, политик
- Лалю Метев (1885 – 1957), индустриалец, банкер и благодетел
- Лиляна Димитрова-Тодорова (1946 – 2018), езиковед
- акад. Любомир Андрейчин (1910 – 1975), езиковед

### М
- маестро Манол Цоков (1940 – 2013), музикант, диригент, ръководител на джаз банди, инициатор на Международен Диксиленд парад
- Маргарита Радинска (1945 – 2024), певица
- Мариана Евстатиева (1939 – 2024), режисьорка
- Марко Рясков (1883 – 1972), финансист
- Матю Ристов (1881 – ?), деец на ВМОРО, четник на Никола Дечев, участник в Илинденско-Преображенското въстание в 1903 година с четата на Христо Арнаудов в Одринско[1]
- Минчо Банковски (1876 – 1950), генерал, двоен кавалер на ордена „За храброст“
- проф. Минчо Н. Минчев (1950), цигулар, музикален педагог
- свещ. Минчо Илиев (1959 – 2014), свещеник, духовник и изявен общественик
- Митко Палаузов (1930 – 1944), дете-партизанин
- Митьо Солаков (1931 – 2010), скулптор

### Н
- Нено Койчев (1959), музикант, виртуозен акордеонист, музикален педагог
- Никола Войновски (1849 – 1876), революционер
- арх. Никола Гръблев, архитект
- акад. Никола Михов (1877 – 1962), учител, библиограф, икономист – статистик
- доц. д-р Никола Недков (1897 – 1955), един от най-добрите специалисти в България по пластична хирургия
- Никола Рясков (1856 – 1917), генерал-майор
- Никола Саранов (1854 – 1915), учител, писател, общественик, революционер
- Никола Станимиров (1876 – 1962), генерал-майор. Началник на Лейбгвардейския конен полк.
- Николай Колев Николов (1931 – 2010), създател на Държавен куклен театър – Габрово
- Николай Ст. Палаузов (1776 – 1853), дарител и сподвижник на В. Априлов
- Николай Хр. Палаузов (1819 – 1899), общественик

### О
- Онуфрий Габровски (1786 – 1818), Св. Преподобно-мъченик

### П
- Пенчо Семов, индустриалец, благодетел.
- Пенчо Шандурков, фотограф
- Петър Гъбенски (1870 – 1955), написал първата история на Габрово в съавторство със своя брат Христо Гъбенски
- Петър Русев (1900 – 1962) – български комунист, бразилски бизнесмен, баща на Дилма Русеф
- Петър Цокев, (1937 – 2019), журналист
- Д-р Петър Цончев (1867 – 1947), лекар, историограф на Габрово, благодетел, общественик, почетен гражданин на Габрово
- Пламен Николов (1962), журналист
- Поп Харитон (?-1876), революционер
- Продан Тишков – Чардафон (1860 – 1906), революционер

### Р
- Радион Петрович Умников, търговец и габровски благотворител
- Радка Радева, доцент по математика в ТУ, Топ 100 на планетата за изключителни постижения
- проф. Разум Андрейчин (1911 – 1997), физик
- Райчо Каролев (1846 – 1928), учител, учен, общественик, политик
- Райчо п.Христов (Попович) (1838 – 1884), революционер
- Ран Босилек (1886 – 1958), писател
- Руси Русев (1887 – 1945), генерал, министър на войната (1943 – 1944)
- Рачо Гарвилов, български революционер от ВМОРО, четник на Щерьо Юнана[2]

### С
- Сава Вуйчев (1872-), генерал-майор от кавалерията
- Сава Илиев Сирманов(1840 – 1903), учител, училищен инспектор, директор на гимназии в Търново
- Светослав Миларов (1850 – 1892), интелектуалец и общественик
- Симеон Андреев (1887 – 1942), български писател
- инж. Симеон Недков (1895 – 1960), съсобственик и директор на леярната фабрика на Иван Недков
- Иеросхимонах Спиридон (р. първата половина на XVIII в.), духовник и книжовник
- Станимир Станимиров (1858 – 1943), църковен историк, учител на цар Борис III
- Стефан Андрейчин (1873 – 1961), писател, един от водачите на толстоизма в България
- Стефан Иванов Байданов (1936 – 2008) Професор по имунология, една от най-значимите личности в областта на имунологията
- проф. Стефан Бончев (1870 – 1947), професор по геология, първият тектоник в България
- Стефан Бочаров (1852 – 1937), военен лекар, генерал-майор.
- Стефан Влахов Мицов, македонистки университетски преподавател и философ
- Стефан Клечков (1900 – 1945) лидер на младежката националистическа организация „Бранник“ (1941 – 1942)
- Стефан х. Колев (1856 – 1912), опълченец от 10-а дружина. След Освобождението се заселва в Попово[3].
- Стефан Станимиров (1823 – 1897), духовник и общественик
- Стефан Фъртунов (1926 – 2010), създател на Дома за хумор и сатира в Габрово, популяризирал Габрово като световна столица на смеха
- Стефан Шипков (1890 – ?), инженер
- Стойко Андреев, български революционер от ВМОРО, четник на Ефрем Чучков[4]

### Т
- Тодор Бурмов (1834 – 1906), учител и политик
- Тодор Кулев (1878 – 1942), политик
- Тодор Танев (1957) – учен, министър на образованието
- д-р Тота Венкова, (1855 – 1921), лекар, благодетел
- Тотю х.Досев или Тотю Иванов (1849 – 1876), революционер

### Х
- Хаджи поп Неофит - Неофит Георгиев Соколски, учител и черковен проповеденик
- Христо Банковски (1937 – 1976), поет
- Христо Бурмов (1869 – 1936), генерал
- Христо Генчев (Рачев) (1901 – 1986), лекар-паразитолог и интернист
- Христо Гъбенски (1866 – 1943), написал първата история на Габрово в съавторство със своя брат Петър Гъбенски
- Христо Донков (? – 2009), баскетболист, треньор, експерт по физическо възпитание в Министерство на образованието
- Христо Метев (1881 – 1953), фабрикант и благодетел
- хаджи Христо Рачков (? – 1821), търговец, жертва на Заверата
- Христо Цокев живописеца (през 40-те години на XIX век – 1883), художник, учител
- Христо Цонев Луков (1855 – 1923) – генерал
- Христо Явашев (1935 – 2020), художник – създател на опаковането като художествен похват
- Христофор Хесапчиев (1858 – 1938), генерал, проф.член на БАН, дипломат
- Христо Стоянов (писател), роден в кв. „Дядо Дянко“ през 1956 година. От 1969 година се преселва в Смолян. Автор на поезия, романи, есеистика, публицистика, колекционер.

### Ц
- Цанко Дюстабанов (1844 – 1876), революционер
- инж. Цветан Недков (1909 – 1990), съсобственик във фабриката на баща си Иван Недков
- Цветко Самарджиев (1816 – 1892), учител
- д-р Ценка Дианова (1971), концертен пианист, клавирен педагог, писател

## Починали в Габрово
- Тодор Каблешков (1851 – 1876), революционер

## Други личности свързани с Габрово
- Анастасия Тошева, учителка
- Васил Николов Карагьозов (14.06.1856 – 31.03.1938), р.Търново; посветил живота си на Габрово – учител, политик, фабрикант, почетен немски вицеконсул, дарител, схимонах в манастира „Св.вмч.Георги Победоносец“ – Света гора, Атон
- Зиновия Константинова (? – 1908), учителка, монахиня, игуменка на девическия манастир в Габрово
- Иван Недков (1867 – 1936), изтъкнат фабрикант и иноватор
- Йордан Христов, икономист и футболен деятел, член на УС на ФК Янтра
- Капитан дядо Никола (1800 – 1856), революционер
- Кера Стамболова, учителка, сестра на Стефан Стамболов и балдъза на Сава Муткуров
- Марсел де Бископ (1907 – 1991), дългогодишен кмет на гр. Аалст, Кралство Белгия, основател на трайните партньорски отношения между гр. Габрово и гр. Аалст
- Нестор Марков (1836 – 1916), просветен деец, учител в града през 1873 – 1876
- Неофит Рилски (ок.1790 – 1881), просветен деец, учител в града
- Д-р Никола Василиади, габровски благодетел
- Стилиян Кръстев Стилиянов (1882 – 1954), един от най-авторитетните габровски духовници, свещеноиконом
- Христодул Костович Сичан-Николов (1808 – 1889), възрожденски учител и книжовник

## Преди Освобождението
Кметове на Габрово преди освобождението:
- чорбаджи Пеца Вълчанов (1850 – 1851)
- Цоню Пенчев (1852 – 1854)
- Христо Цонков (1855)
- Иванчо Пенчов (1856 – 1859)
- Милчо Пенчов (1860 – 1862)
- Цончо Пенчов (1863)

## След Освобождението
Кметове на Габрово след освобождението:
- Сава Сирманов (1876 – 1879) – първият кмет на Габрово след Освобождението
- Димитър Мичковец (1879 – 1880)
- Цончо Пенчев (1880 – 1881/ 1883 – 1884)
- Петко Гачев (1883/ 1884 – 1885/ 1887 – 1890)
- Христо Конкилев (1884/ 1894 – 1896/ 1902 – 1905)
- Васил Грудов (1893 – 1894)
- Георги Бочаров (1899/ 1899 – 1902)
- Никола Голосманов (1908 – 1912)
- Сава Попов (1912 – 1918)
- Цвятко Мичковец (1918 – 1919)
- Пенчо Плачков (1920)
- Еким Топузанов (1921 – 1923)
- Илия Кожухаров (1923 – 1932/ 1934 – 1935)
- Тодор Иванов (1932 – 1933/ 1944)
- Стою Андрейчев (1936 – 1938)
- Апостол Гъдев (1938 – 1942)
- Петър Клинчев (1942 – 1944)

## 1944 – 1990 г.
- Рачо Пенчев (1946 – 1947)
- Атанас Тотев (1947 – 1948)
- Дойчо Димитров (1949 – 1952)
- Димитър Василев (1956 – 1959)
- Карл Кандулков(1959 – 1966/ 1971 – 9176)
- Михаил Додунеков (1966 – 1971)
- Генчо Попов (1976 – 1979)
- Недко Недков (1979 – 1983)
- Нено Недялков (1983 – 1988)
- Иван Петров (1988 – 1990)

## След 1990 г.
- Георги Георгиев (1990 – 1991)
- Иван Ненов (1991 – 1995)
- Николай Дачев (1995 – 1999)
- Богомил Белчев (1999 – 2007)
- Томислав Дончев (2007 – 2010)

## Участие на габровци в Народните събрания
- Учредително събрание – 16.04.1879 г. в Търново
  - Иван Златин – търговец
  - Сава Сирманов – учител
  - Калчо Симеонов – търговец
  - д-р Алекси Христов – градски лекар
  - Иван Гюзелев – учител
  - Андрея Манолов – учител
  - Райчо Каролев – учител
- Първо велико народно събрание от 17.04.1879 г. до 26.06.1879 г. – Търново
  - Иван Златин – търговец
  - Сава Сирманов – учител
  - Калчо Симеонов – търговец
  - д-р Алекси Христов – градски лекар
  - Иван Гюзелев – учител
  - Андрея Манолов – учител
  - Райчо Каролев – учител
- Първо обикновено народно събрание от 21.10.1879 г. до 24.11.1879 г.
  - Иван Гюзелев – учител
- Второ обикновено народно събрание 20 януари 1880 г. – Търново
  - Калчо Симеонов – търговец
  - Тодор Бурмов – учител
  - Васил Златев – учител
  - Иван Гюзелев – учител
- Второ велико народно събрание – само на 1 юли 1881 г. – Търново
  - Райчо Каролев – учител
  - Иван Гюзелев – учител
  - Андрея Манолов – учител
- Четвърно обикновено народно събрание м. 06.1884 г. – Търново
  - Райчо Каролев – учител
  - Васил Карагьозов – учител
  - Христо Конкилев – търговец
  - Иван Златин – търговец
- Трето велико народно събрание – 25.06.1887 г. – Търново
  - Иван Калпазанов – фабрикант
  - Иван Червенаков – търговец
  - Цанко Добрев – търговец
  - Христо Илюв
  - Христо Балканджиев – търговец
  - Христо Конкилев – търговец
- Пето обикновено народно събрание – 27.09.1887 г. – Търново
  - Цанко Цанков – търговец
  - Иван Червенаков – търговец
  - Цанко Добрев – търговец
- Шесто обикновено народно събрание – 26.08.1890 г.
  - Христо Конкилев – търговец
  - Цанко Добрев – търговец
  - Еким Генчев – търговец
- Четвърто велико народно събрание – 01.04.1893 г. – Търново
  - Васил Карагьозов – фабрикант
  - Васил Грудов – търговец
- Седмо обикнавено народно събрание – 18.07.1893 г. – Търново
  - Васил Карагьозов – фабрикант
  - Васил Грудов – търговец
- Осмо обикновено народно събрание – 1894 г. – Търново
  - Христо Топузанов – търговец
  - Христо Конкилев – търговец
- Девето обикновено народно събрание – 11.10.1896 г. – Търново
  - Христо Топузанов – търговец
  - Христо Конкилев – търговец
  - Иван Пецов – адвокат
  - Христо Манафов – търговец
- Седмо велико народно събрание – 1990 – 1991 – Търново и София
  - Иван Драшков– икономист

## Почетни граждани на Габрово
- 13.09.1902 г. ген. лейтенант Фьодор Радецки (1820 – 1890) – руски офицер
- 13.09.1902 г. Николай Николаевич младши (1831 – 1891) – Велик княз на Русия
- 13.09.1902 г. Владимир Александрович (1847 – 1909) – Велик княз на Русия
- 13.09.1902 г. ген. майор Николай Столетов (1834 – 1912) – руски офицер
- 13.09.1902 г. ген. майор Михаил Драгомиров (1830 – 1905)
- 13.09.1902 г. ген. адютант Алексей Куропаткин (1848 – 1925)
- 13.09.1902 г. граф Николай Игнатиев (1832 – 1908) – руски дипломат
- 1923 г. Алексо Бъчваров (1854 – 11 май 1933), опълченец от Кюстендил
- 01.07.1925 г. Райчо Каролев (1846 – 1928), учител, учен, общественик, политик
- 09.11.1937 г. Д-р Петър Цончев (1867 – 1947), лекар, историограф на Габрово, благодетел, общественик и дарител
- 10.05.1940 г. Димитър Тодоров Димитрото (1855 – 1940), революционер
- 1983 г. Борис Димовски (1925 – 2007), карикатурист
- 1971 г. Тодор Цонев, (1934 – 2004), художник-карикатурист
- 30.06.1976 г. Карл Кандулков (1920 – 2007), архитект, кмет на Габрово
- 07.09.1994 г. Лазар Донков (1908 – 1976), етнограф, художник, създател на АЕК „Етър“
- 19.05.1995 г. Стефана Богдан Генчева, председател на Женско благотворително дружество „Майчина грижа“
- 17.05.2001 г. Моша Колева, (дарител)
- 04.10.2001 г. Ружа Николова, актриса
- 2002 г. маестро Манол Цоков, диригент на Оркестър Габрово
- 18.09.2003 г. Н.П. Едмонд де Вилде, посланик на Кралство Белгия в Република България
- 12.05.2005 г. д-р Тота Венкова (1855 – 1921), първата жена лекар в България
- 29.09.2005 г. Негово Високопреосвещенство Великотърновски митрополит Григорий
- 2007 г. д-р Кольо Станчев, кардиолог
- 2007 г. д-р Радка Дойнова (12.09.1932 – 04.10.2003), детски кардио-хирург
- Радко Радков (1940 – 2009), поет, носител на много престижни награди
- 14.05.2009 г. Вили ван Импе, почетен консул на Република България в Източна Фландрия, Кралство Белгия
- 15.05.2010 г. Иван Стоянов, диригент на Габровски камерен оркестър
- 15.05.2010 г. Георги Петков, треньор по ръгби
- 15.05.2010 г. Александър Доганов, специалист по инвазивна кардиология
- 15.05.2010 г. Розмари Келер и Йон Келер от Швейцария, спомагат за изграждане на център за деца с аутизъм в Габрово
- 10.10.2012 г. Димитър Кожухаров поет